# 179 (число)
179 (сто семьдесят девять) — натуральное число между 178 и 180.
- 179 день в году — 28 июня (в високосный год — 27 июня).

## В математике
- 179 — является нечётным трёхзначным числом.
- Сумма цифр этого числа — 17
- Произведение цифр этого числа — 63
- Квадрат числа 179 — 32 041
- 41-е простое число.[1]
- 14-е число Софи Жермен (179 * 2 + 1 = 359, также являющееся простым числом).[2]
- Является одиозным числом
- Является безопасным простым числом

### Интересные особенности
- {\displaystyle {(4+{\sqrt {4}})!-4 \over 4}=179}
- {\displaystyle 1^{2}+3^{2}+13^{2}=3^{2}+7^{2}+11^{2}=7^{2}+7^{2}+9^{2}=3^{3}+3^{3}+5^{3}=179}
- {\displaystyle 14^{2}-1^{2}-4^{2}=1^{4}+2^{4}+3^{4}+3^{4}=179}
- {\displaystyle 3^{5}-2^{6}=6^{3}-6^{2}-6^{0}=1^{2}+2^{3}+3^{4}+4^{3}+5^{2}=179}
- 0xb3 = 179

## В других областях
- 179 год.
- 179 год до н. э.
- NGC 179 — галактика в созвездии Кит.
- В любом календарном году (и високосном, и обычном) 179 чётных дат: 2 января, 4 января, 6 января и т. д.